# I Am the Night (miniserie televisiva)
I Am the Night è una miniserie televisiva statunitense diretta da Patty Jenkins ed interpretata da Chris Pine e India Eisley. La serie è prevista in anteprima su TNT il 28 gennaio 2019, con un'anteprima del primo episodio in onda il 27 gennaio 2019.
La serie è ispirata al libro One Day She'll Darken: The Mysterious Beginnings of Fauna Hodel scritto da Fauna Hodel.

## Trama
Fauna Hodel, una ragazza che è stata abbandonata dalla madre naturale, si propone di scoprire i segreti del suo passato e finisce per seguire una sinistra traccia che si avvicina ad un ginecologo coinvolto nell'uccisione della Dalia Nera. 

## Episodi
| Stagione       | Episodi | Prima TV USA | Prima TV Italia |
| -------------- | ------- | ------------ | --------------- |
| Prima stagione | 6       | 2019         |                 |

## Personaggi e interpreti

### Principali
- Jay Singletary, interpretato da Chris Pine
- Fauna Hodel, interpretata da India Eisley
- George Hodel, interpretato da Jefferson Mays
- Corinna Hodel, interpretata da Connie Nielsen
- sergente Billis, interpretato da Yul Vazquez
- Peter Sullivan, interpretato da Leland Orser

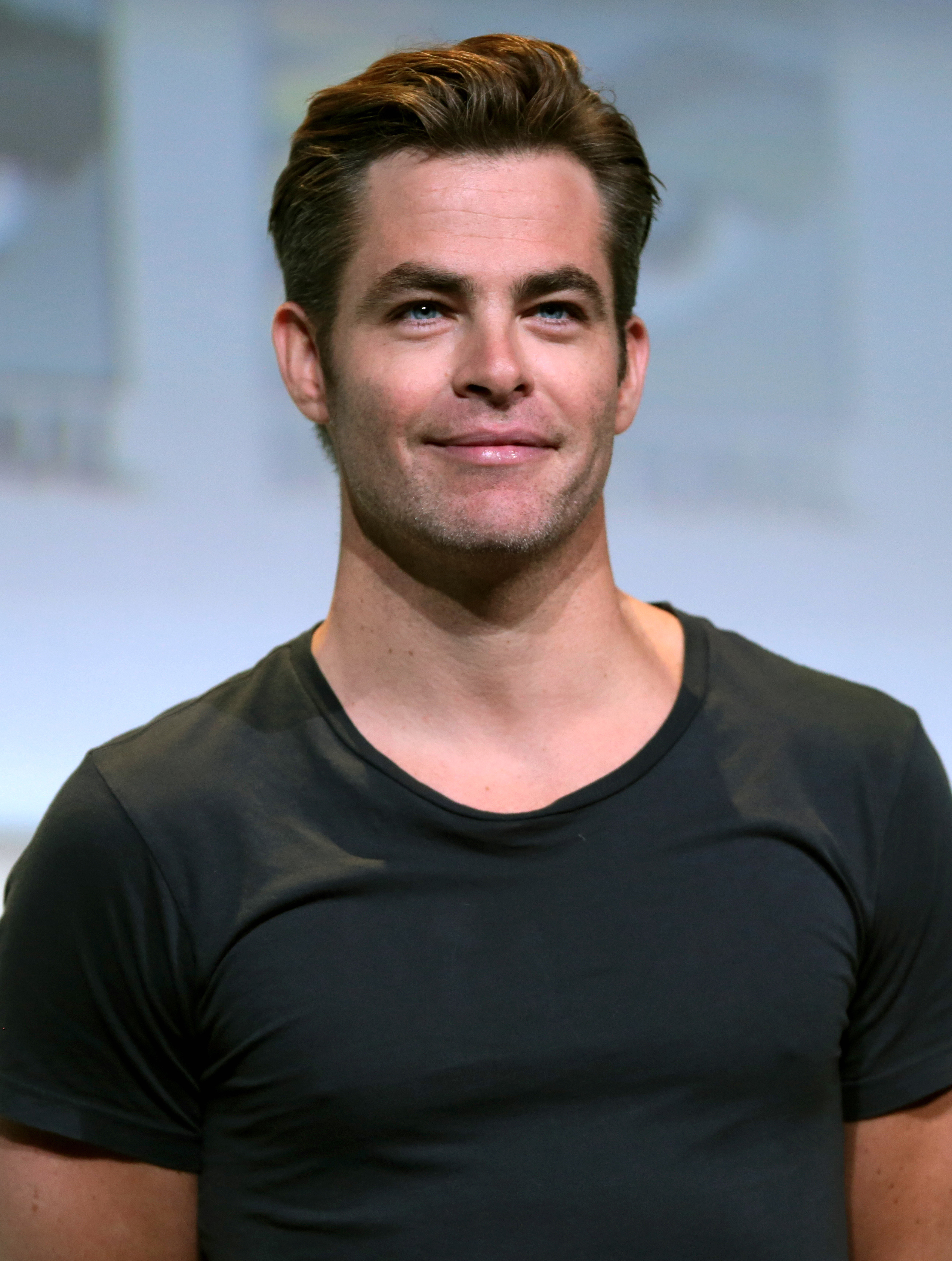
Chris Pine
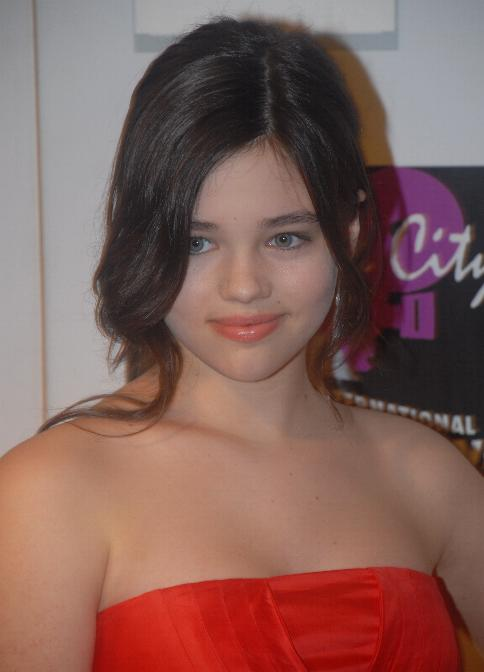
India Eisley
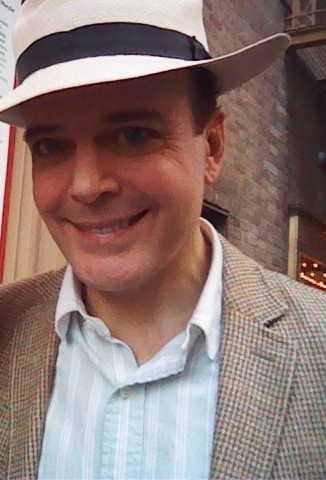
Jefferson Mays
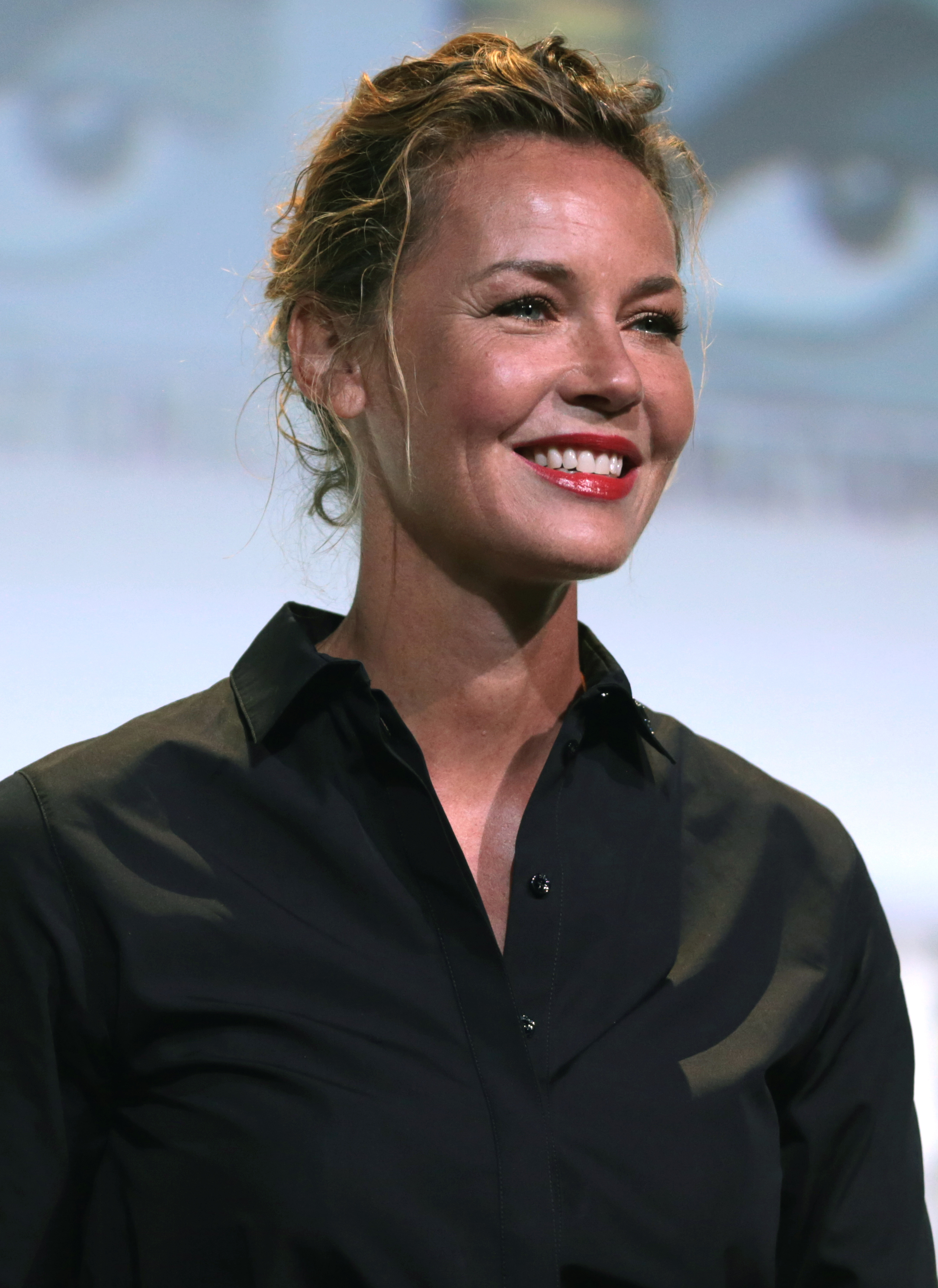
Connie Nielsen
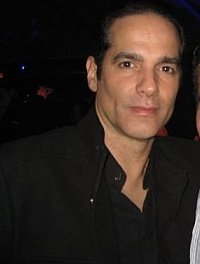
Yul Vazquez

### Ricorrenti
- Jimmy Lee, interpretata da Golden Brooks
- Terrence Shye, interpretato da Justin Cornwell
- Sepp, interpretato da Dylan Smith
- Ohls, interpretato da Jay Paulson
- Tina, interpretata da Shoniqua Shandai
- Nina, interpretata da Monique Green

## Produzione

### Sviluppo
Il 27 luglio 2017, la rete via cavo statunitense TNT ha annunciato che Chris Pine avrebbe interpretato il ruolo di Jay Singletary in una serie drammatica di sei episodi, One Day She'll Darken, e che sarebbe stato produttore esecutivo insieme alla regista Patty Jenkins e allo scrittore Sam Sheridan. Il dramma è stato ispirato dall'autobiografia di Fauna Hodel dal titolo One Day She'll Darken: The Mysterious Beginnings of Fauna Hodel  Alla fine del 2017 è stato riferito che Carl Franklin avrebbe diretto due episodi e avrebbe anche lavorato come produttore esecutivo. Anche Victoria Mahoney dirigerà due episodi. DP Matthew Jensen è entrato a far parte del progetto nel novembre 2017. La serie è stata ribattezzata I Am the Night e mentre era stata annunciata in anteprima il 28 gennaio 2019, un'anteprima dell'episodio pilota sarebbe prevista per i Screen Actors Guild Awards 2019 la sera prima.

### Casting
Il 13 ottobre 2017, TNT ha annunciato l'ingresso nel cast di India Eisley, Jefferson Mays, Yul Vazquez, Justin Cornwell, Dylan Smith, Theo Marshall, Jay Paulson e Golden Brooks. Leland Orser, Connie Nielsen, Shoniqua Shandai, and Monique Green entrano a far parte del cast in seguito.

## Promozione
TNT ha pubblicato il primo trailer dello show il 2 luglio 2018.

## Distribuzione
La prima puntata è stata proiettata durante l'American Film Festival il 9 novembre 2018 presso l'Egyptian Theatre di Los Angeles.

## Accoglienza
Su Rotten Tomatoes la serie ha conseguito un indice di gradimento del 71% sulla base di 21 recensioni, con una valutazione media di 6,01/10. Il consenso critico del sito web recita: "Chris Pine abita I Am the Night con la gravitosa furia che si addice ad un noir, anche se questo ingresso nel genere pulp è più semplice e languido di quello che vorrebbe un pubblico." Su Metacritic, ha un punteggio medio ponderato di 62 su 100, basato su 15 critici, che indica "recensioni generalmente favorevoli".